# Lịch Assyria
Lịch Assyria hiện đại được giới thiệu trong thập niên 1950, dựa lỏng lẻo vào lịch Babylon cổ kiểu âm dương.
Một năm bắt đầu với lần nhìn thấy mùa xuân đầu tiên. Kỷ nguyên của nó được tính từ năm 4750 TCN. Nó được linh cảm bằng việc ước tính ngày tháng của đền miếu đầu tiên tại Assur trong thời kỳ Trung Ubaid, đặc biệt dựa trên một loạt các bài báo được công bố trong tạp chí Assyria Gilgamesh, do anh em Addi và Jean Alkhas cùng Nimrod Simono biên tập. Vào ngày 9 tháng 5 năm 2018, đang là năm Assyria thứ 6768.

## Các tháng
| Lịch Assyria |         |                    |                                |                                                   |         |                          |
| Mùa          | Tháng   | Chuyển tự          | Thông tin                      | Ban phúc bởi                                      | Số ngày | Tháng trong lịch Gregory |
| Xuân         | ܢܝܣܢ    | Nissan             | Tháng hạnh phúc                | Enlil (Thần gió)                                  | 31      | 3/4                      |
| Xuân         | ܐܝܪ     | Yaar               | Tháng tình yêu                 | Khaya                                             | 31      | 4/5                      |
| Xuân         | ܚܙܝܪܢ   | Khzeeran           | Tháng xây dựng                 | Sin (Thần mặt trăng)                              | 31      | 5/6                      |
| Hạ           | ܬܡܘܙ    | Tammuz             | Tháng thu hoạch, gặt hái       | Tammuz (Thần thực phẩm và rau cỏ)                 | 31      | 6/7                      |
| Hạ           | ܐܒ      | Tdabbakh (Ab)      | Tháng hoa quả chín             | Shamash (Thần công lý)                            | 31      | 7/8                      |
| Hạ           | ܐܝܠܘܠ   | Elool              | Tháng gieo hạt                 | Ishtar (Nữ thần tình yêu, chiến tranh và sinh nở) | 30      | 8/9                      |
| Thu          | ܬܫܪܝܢ ܐ | Tishrin I          | Tháng tạ ơn                    | Anu (Thần thiên đường)                            | 30      | 9/10                     |
| Thu          | ܬܫܪܝܢ ܒ | Tishrin II         | Tháng thức dậy của hạt đã gieo | Marduk (Thần bảo trợ Babylon)                     | 30      | 10/11                    |
| Thu          | ܟܢܘܢ ܐ  | Kanoon I (Chisleu) | Tháng nhận thức                | Nergal (Thần chiến tranh và bệnh dịch)            | 30      | 11/12                    |
| Đông         | ܟܢܘܢ ܒ  | Kanoon II (Tebet)  | Tháng nghỉ ngơi                | Nasho                                             | 30      | 12/1                     |
| Đông         | ܫܒܛ     | Shwat (Sebat)      | Tháng ngập lụt                 | Raman                                             | 30      | 1/2                      |
| Đông         | ܐܕܪ     | Adaar              | Tháng quỷ thần                 | Rokhaty                                           | 29      | 2/3                      |

Tháng nhuận, được bổ sung khi thời điểm trăng mới (ngày sóc) sau Adaar diễn ra trước xuân phân, được gọi là Ve-Adad.